# 완주 송광사 종루
완주 송광사 종루(完州 松廣寺 鍾樓)는 대한민국 전북특별자치도 완주군 소양면 송광사에 있는, 조선시대의 건축물이다. 1996년 5월 29일 대한민국의 보물 제1244호로 지정되었다.

## 개요
송광사는 통일신라 경문왕 7년(867)에 도의가 처음으로 세운 절이다. 그 뒤 폐허가 되어가던 것을 고려 중기의 고승 보조국사가 제자를 시켜서 그 자리에 절을 지으려고 했지만, 오랫동안 짓지 못하다가 광해군 14년(1622) 응호·승명·운정·덕림·득순·홍신 등이 지었다고 한다. 이후로도 인조 14년(1636)에 이르기까지 계속해서 절의 확장공사가 있었고 큰 절로 번창하였다.
《완주 송광사 종루》는 십자형(亞자형) 평면위에 팔작지붕을 교차시켜 십자형으로 짜올린 중층의 범종루 건물이다. 내부중앙칸은 평방없이 창방위에 운형의 부재를 화반처럼 놓고 이 부재위에 주두를 놓아 주간포작을 받치게 한 것이 특징있는 구조로서 중앙칸에 종을 걸고 돌출된 칸에 목어, 북, 운판을 걸어놓은 현재까지 조선시대에 건립된 유일한 아자형 종루 건물이다.

## 갤러리

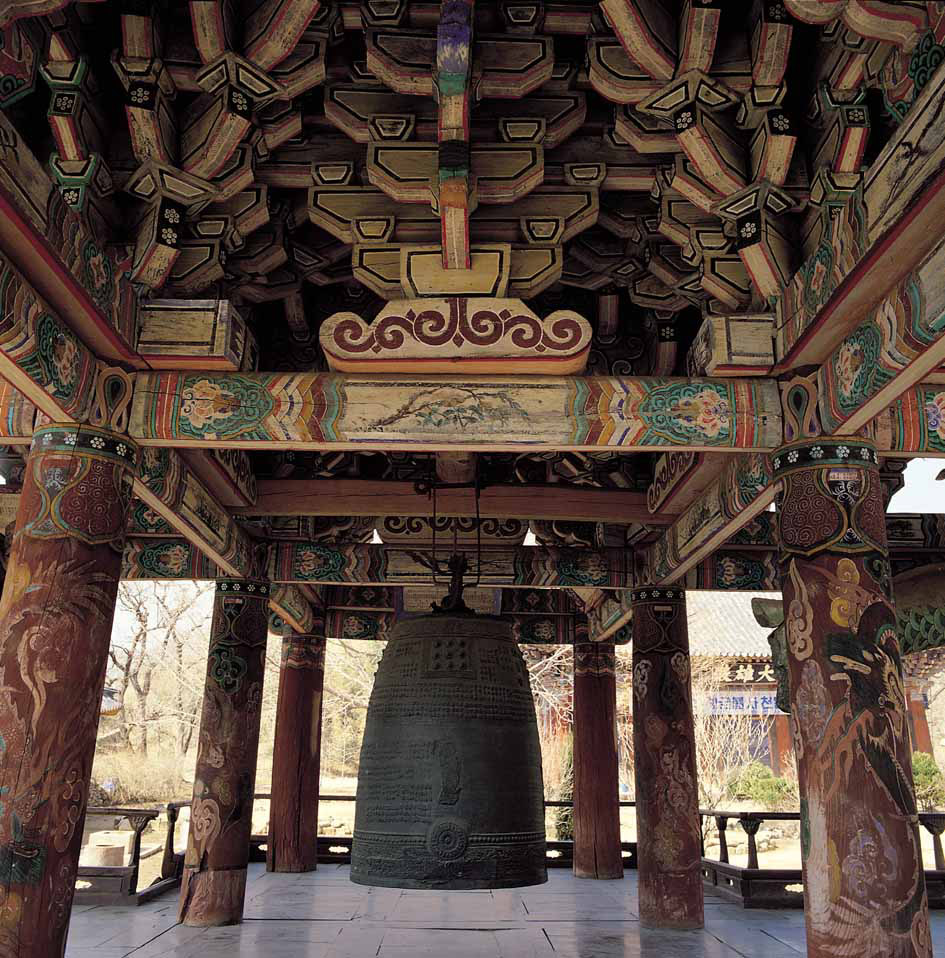
완주 송광사 종루 내부
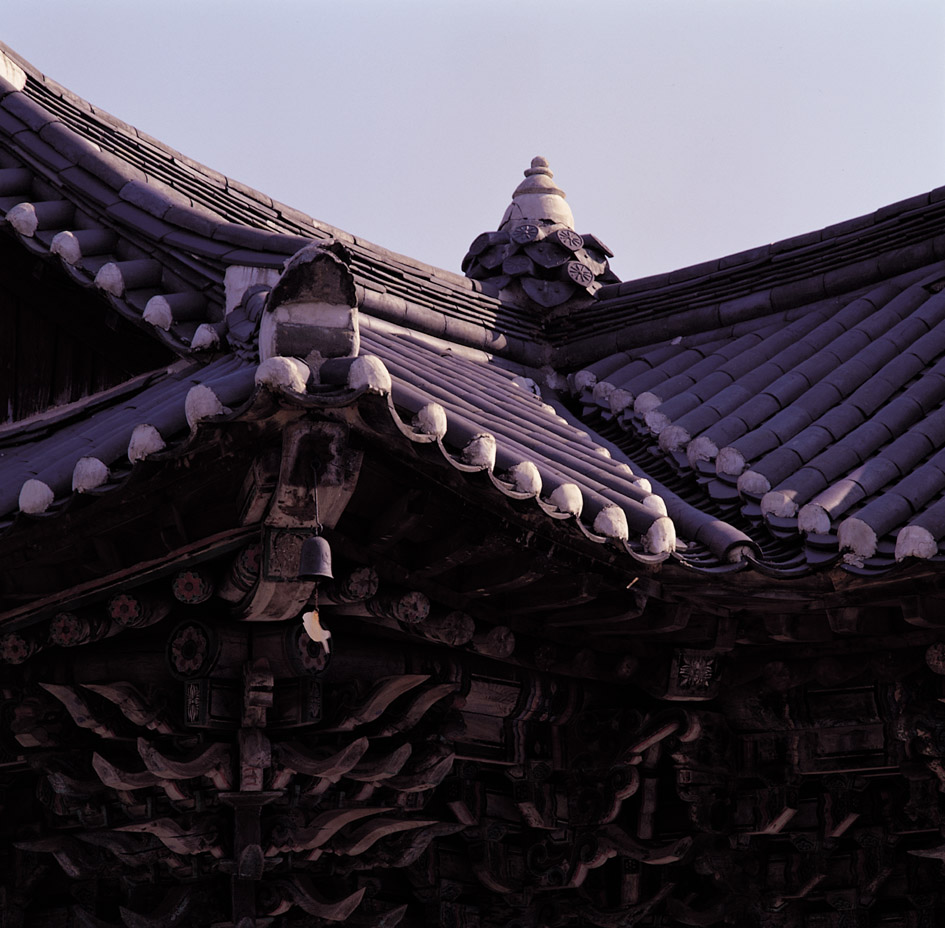
완주 송광사 종루 지붕 절병통
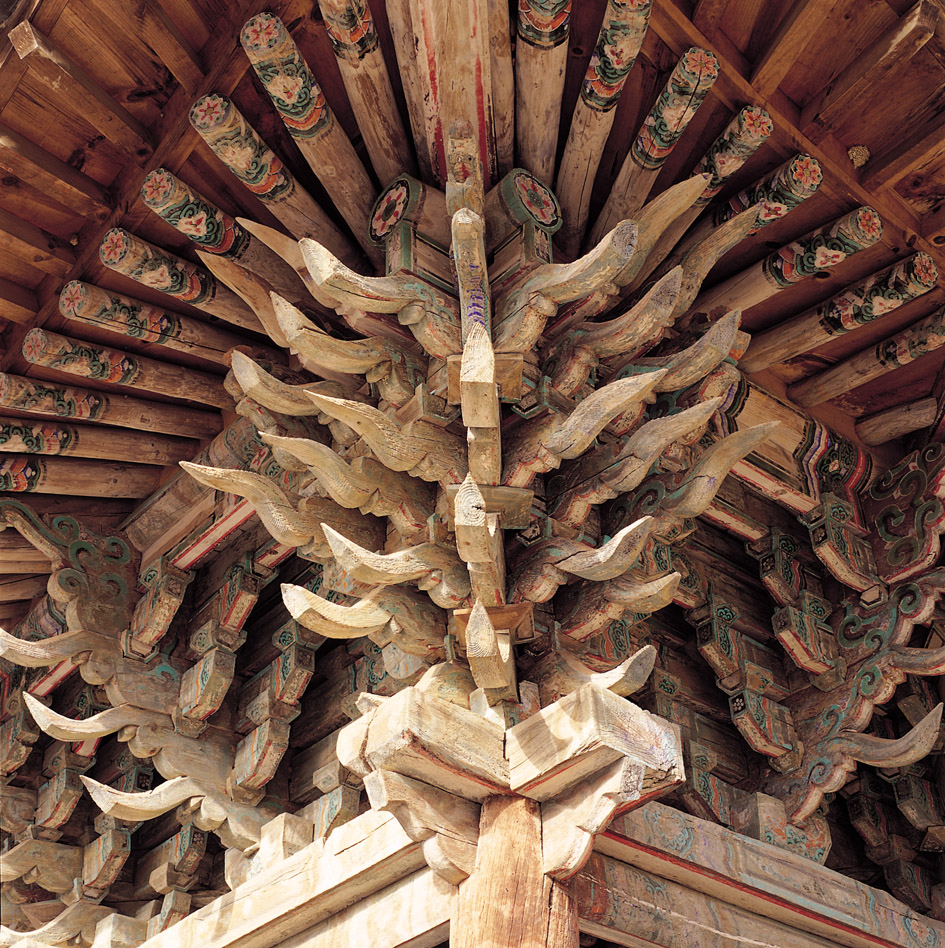
완주 송광사 종루 귀공포
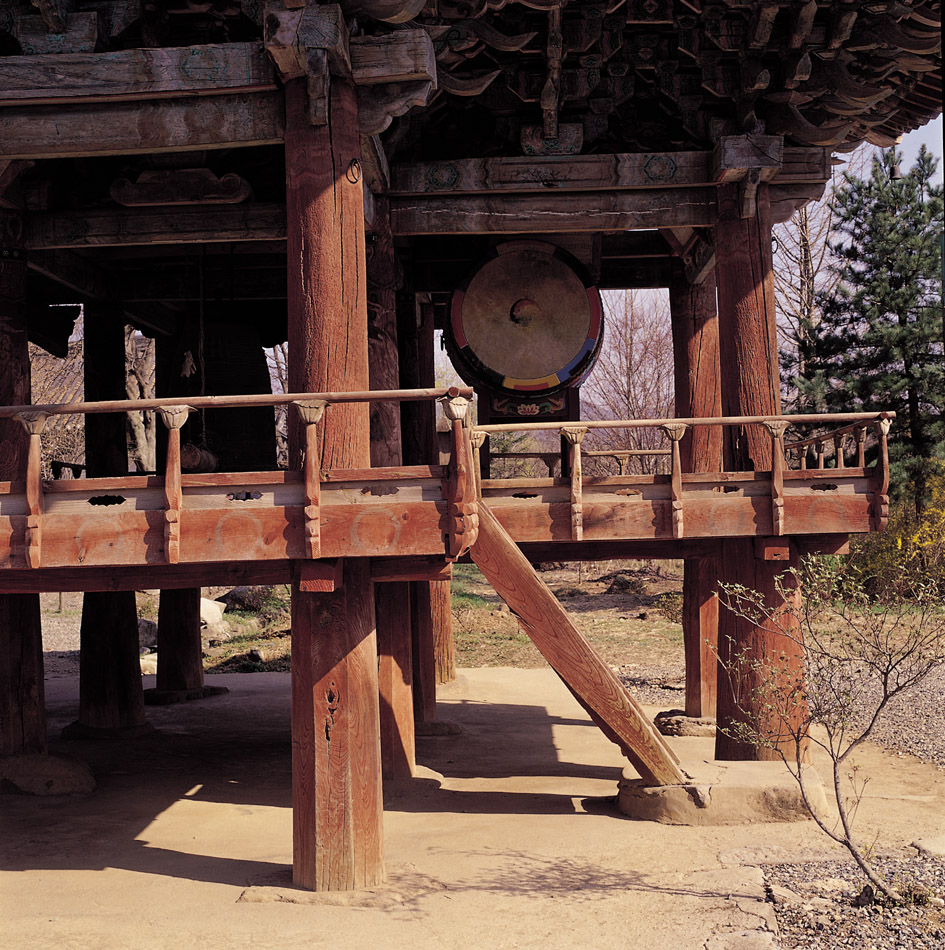
완주 송광사 종루 난간
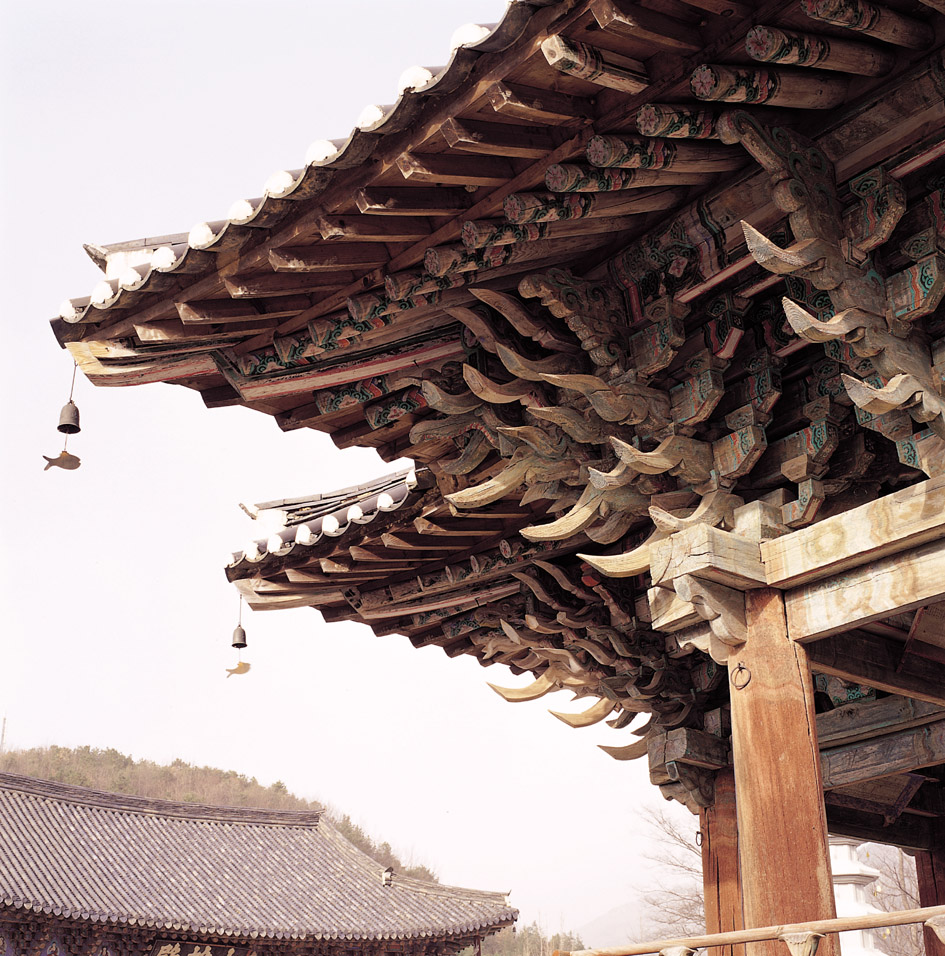
완주 송광사 종루 추녀부 및 귀공포
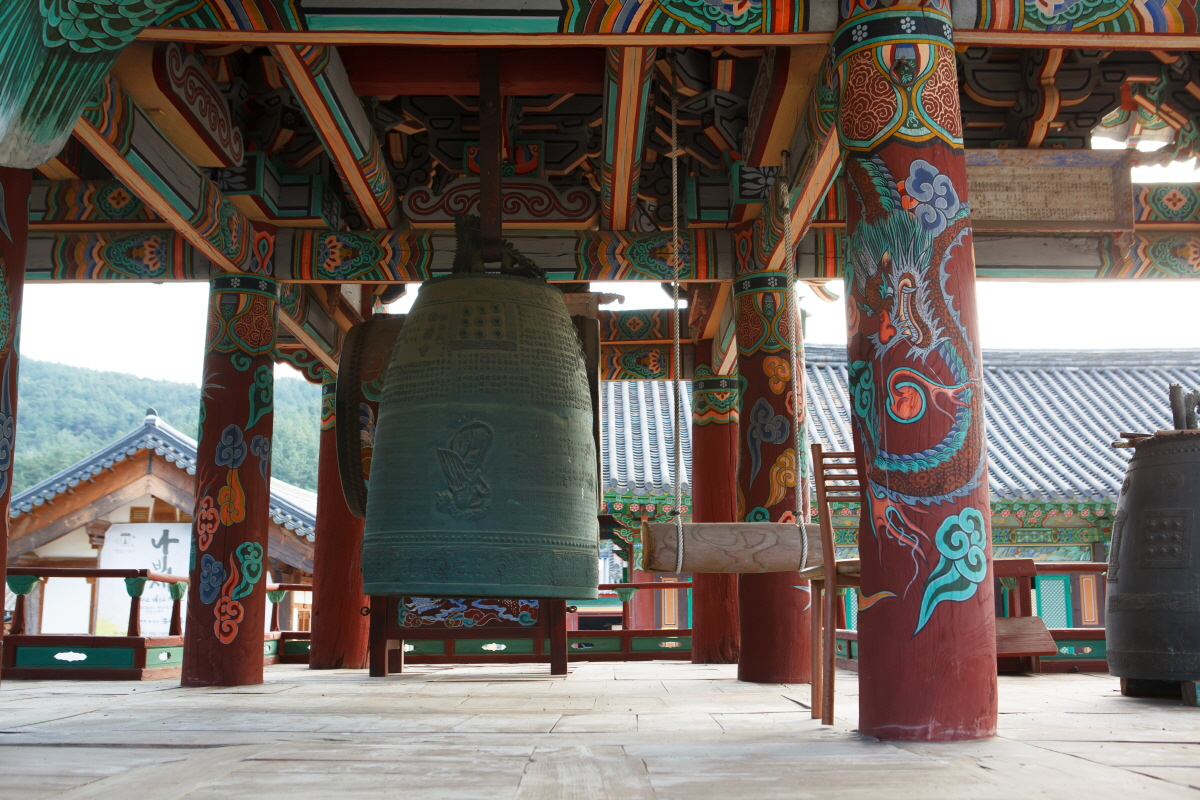
송광사 범종1
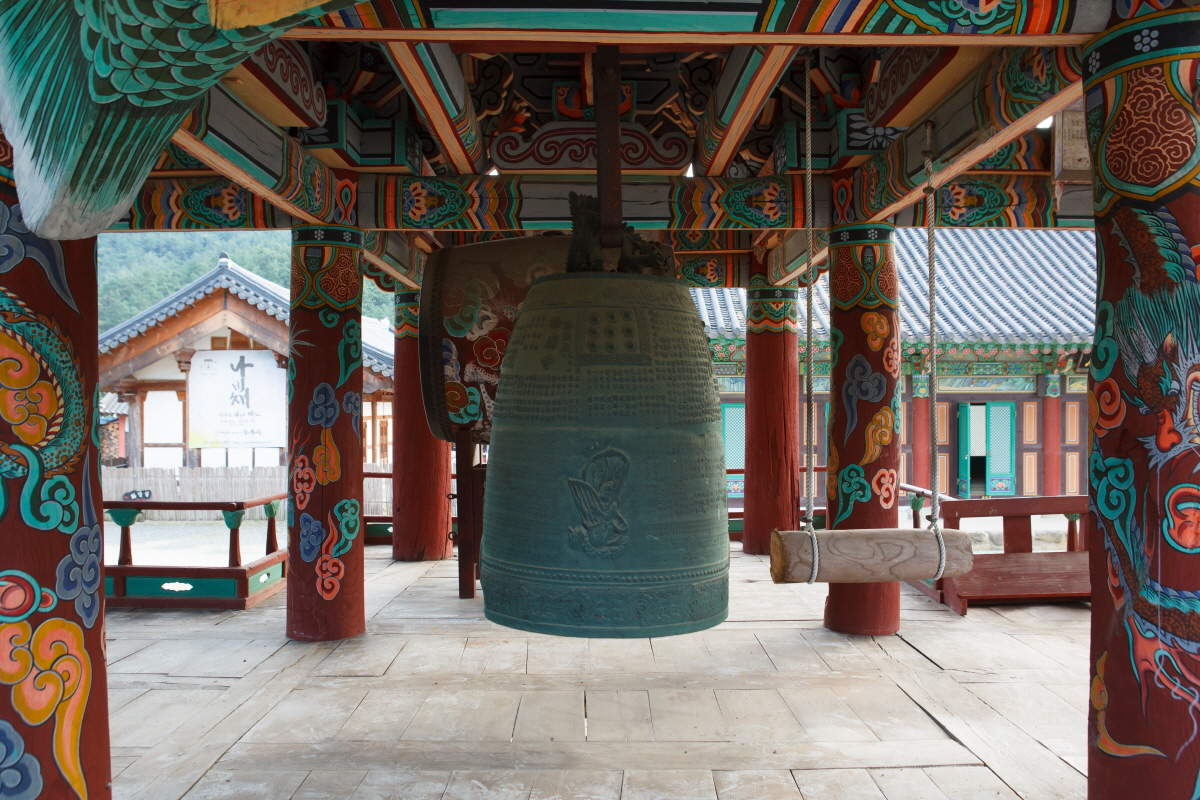
송광사 범종3
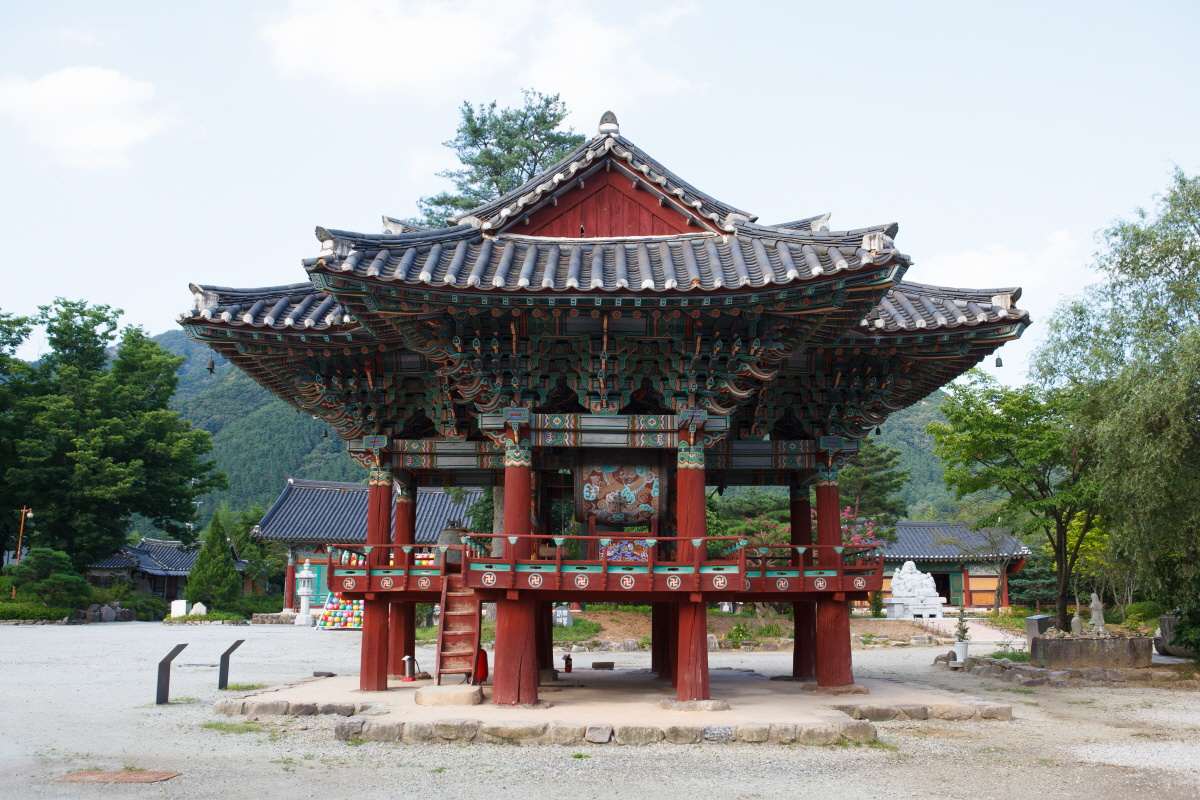
송광사 범종루1
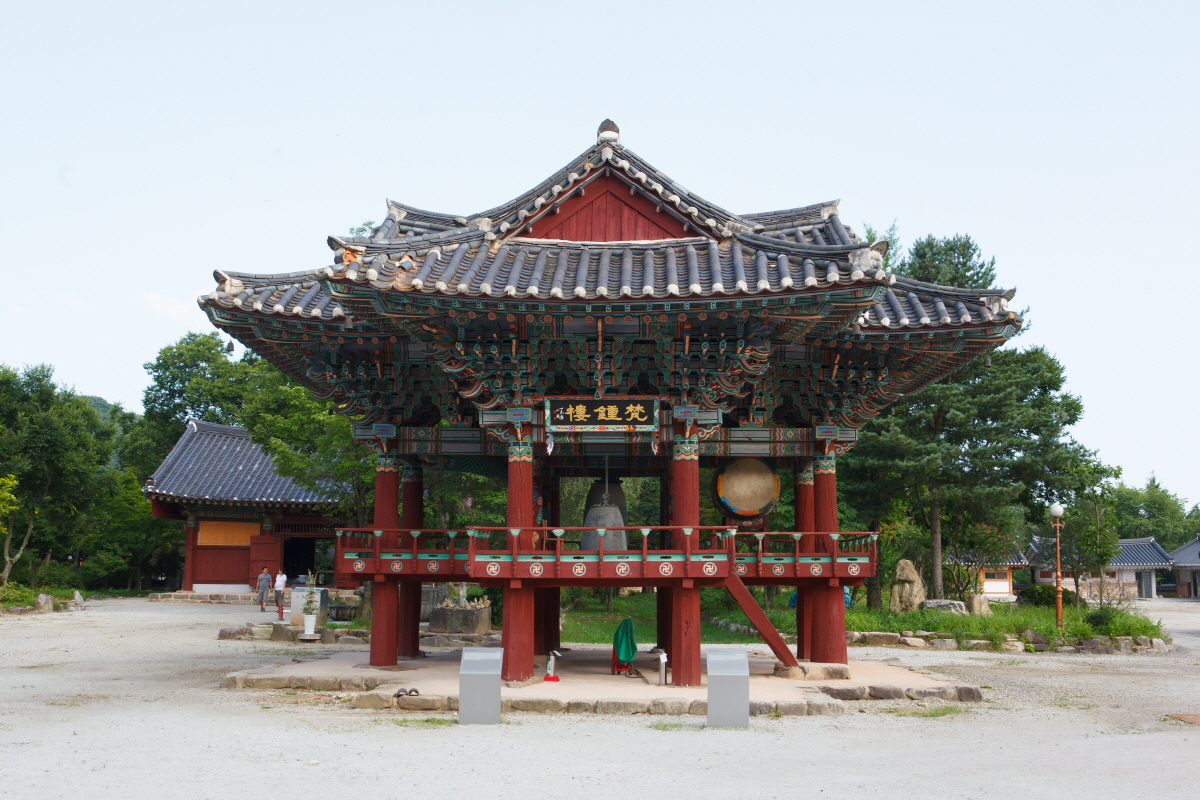
송광사 범종루3
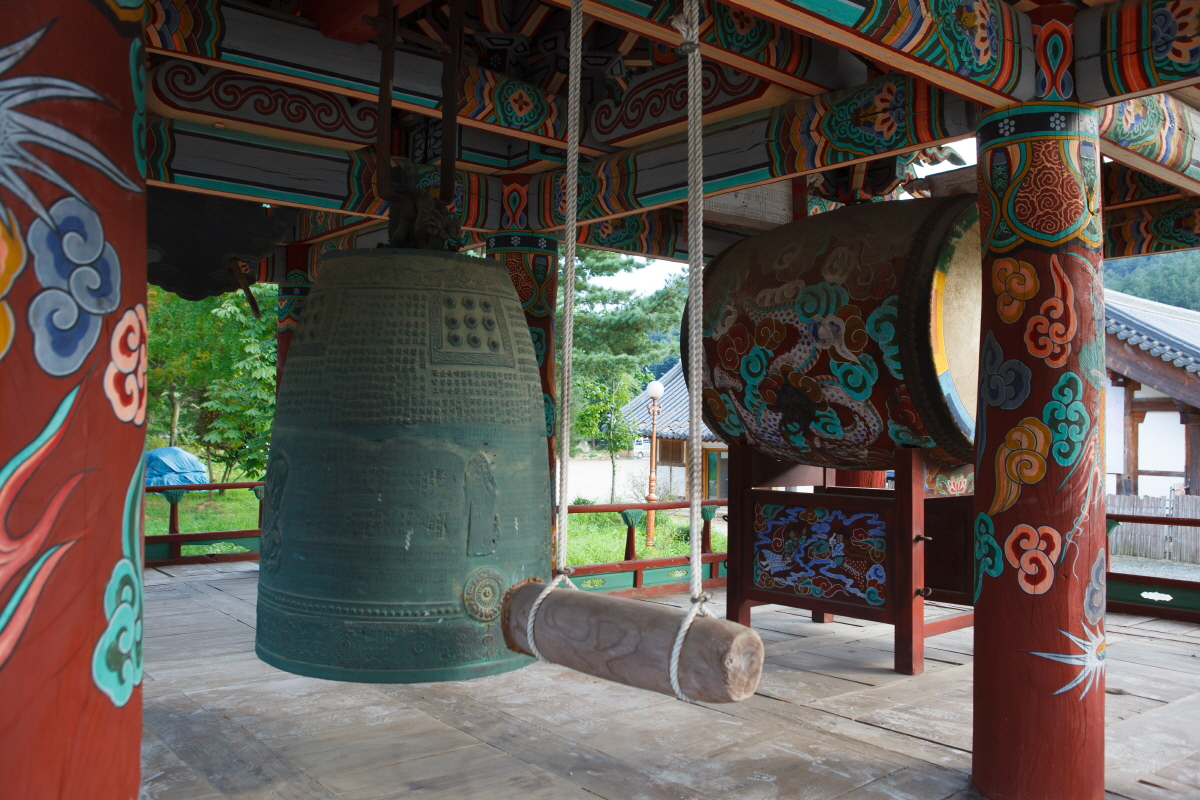
송광사 범종2

```
== 같이 보기 ==
```

- 송광사

## 참고 자료
- 완주 송광사 종루 - 국가유산청 국가유산포털